# Жіноча збірна Норвегії з футболу
Жіноча збірна Норвегії з футболу (норв. Norges kvinnelandslag i fotball) — національна збірна Норвегії з футболу, яка виступає на футбольних турнірах серед жінок. Контролюється Норвезькою футбольною асоціацією. Чемпіонки світу, дворазові чемпіонки Європи та переможниці Олімпійських ігор.

## Міжнародні турніри

### Чемпіонат світу
Команда брала участь у всіх чемпіонатах світу. 1995 року здобула золоті медалі, 1991 — срібні.
| Рік    | Результат      | Матчі | В  | Н | П  | МЗ  | МП |
| ------ | -------------- | ----- | -- | - | -- | --- | -- |
| 1991   | віце-чемпіони  | 6     | 4  | 0 | 2  | 14  | 10 |
| 1995   | чемпіони       | 6     | 6  | 0 | 0  | 23  | 1  |
| 1999   | 4-е місце      | 6     | 4  | 1 | 1  | 16  | 8  |
| 2003   | чвертьфінал    | 4     | 2  | 0 | 2  | 10  | 6  |
| 2007   | 4-е місце      | 6     | 3  | 1 | 2  | 12  | 11 |
| 2011   | груповий раунд | 3     | 1  | 0 | 2  | 2   | 5  |
| 2015   | 1/8            | 4     | 2  | 1 | 1  | 9   | 4  |
| 2019   | чвертьфінал    | 5     | 2  | 1 | 2  | 7   | 7  |
| 2023   | 1/8            | 4     | 1  | 1 | 2  | 7   | 4  |
| Усього | 9/9            | 44    | 25 | 5 | 14 | 100 | 56 |

### Олімпійські ігри
Збірна брала участь у трьох з шести ОІ. 2000 року здобула золоті медалі, 1996 — бронзові.
| 1996   | 3-е місце          | 5                  | 3                  | 1                  | 1                  | 12                 | 6                  |                    |                    |
| 2000   | чемпіони           | 5                  | 4                  | 0                  | 1                  | 9                  | 6                  |                    |                    |
| 2004   | не кваліфікувалась | не кваліфікувалась | не кваліфікувалась | не кваліфікувалась | не кваліфікувалась | не кваліфікувалась | не кваліфікувалась |                    |                    |
| 2008   | чвертьфінал        | 4                  | 2                  | 0                  | 2                  | 5                  | 7                  |                    |                    |
| 2012   | не кваліфікувалась | не кваліфікувалась | не кваліфікувалась | не кваліфікувалась | не кваліфікувалась | не кваліфікувалась | не кваліфікувалась | не кваліфікувалась | не кваліфікувалась |
| 2016   | не кваліфікувалась | не кваліфікувалась | не кваліфікувалась | не кваліфікувалась | не кваліфікувалась | не кваліфікувалась | не кваліфікувалась | не кваліфікувалась | не кваліфікувалась |
| 2020   | не кваліфікувалась | не кваліфікувалась | не кваліфікувалась | не кваліфікувалась | не кваліфікувалась | не кваліфікувалась | не кваліфікувалась | не кваліфікувалась | не кваліфікувалась |
| 2024   | не кваліфікувалась | не кваліфікувалась | не кваліфікувалась | не кваліфікувалась | не кваліфікувалась | не кваліфікувалась | не кваліфікувалась | не кваліфікувалась | не кваліфікувалась |
| Усього | 3/8                | 14                 | 9                  | 1                  | 4                  | 26                 | 19                 |                    |                    |

### Чемпіонат Європи
Норвегія брала участь в 12 з 13 чемпіонатах Європи. Двічі (1987, 1993) здобувала золоті медалі, чотири рази (1989, 1991, 2005, 2013) — срібні.
| Рік    | Результат          | Матчі | В  | Н | П  | МЗ | МП |
| ------ | ------------------ | ----- | -- | - | -- | -- | -- |
| 1984   | не кваліфікувались | –     | –  | – | –  | –  | –  |
| 1987   | чемпіони           | 2     | 2  | 0 | 0  | 4  | 1  |
| 1989   | віце-чемпіони      | 2     | 1  | 0 | 1  | 3  | 5  |
| 1991   | віце-чемпіони      | 2     | 0  | 1 | 1  | 1  | 3  |
| 1993   | чемпіони           | 2     | 2  | 0 | 0  | 2  | 0  |
| 1995   | півфінал           | 2     | 1  | 0 | 1  | 5  | 7  |
| 1997   | груповий раунд     | 3     | 1  | 1 | 1  | 5  | 2  |
| 2001   | півфінал           | 4     | 1  | 1 | 2  | 4  | 3  |
| 2005   | віце-чемпіони      | 5     | 2  | 1 | 2  | 10 | 10 |
| 2009   | півфінал           | 5     | 2  | 1 | 2  | 6  | 9  |
| 2013   | віце-чемпіони      | 6     | 3  | 2 | 1  | 7  | 4  |
| 2017   | груповий раунд     | 3     | 0  | 0 | 3  | 0  | 4  |
| 2022   | груповий раунд     | 3     | 1  | 0 | 2  | 4  | 10 |
| 2025   | чвертьфінал        | 4     | 3  | 0 | 1  | 9  | 7  |
| Усього | 13/14              | 43    | 19 | 7 | 17 | 60 | 65 |

## Досягнення
- Чемпіонат світу : 
  -  Чемпіон (1):  1995
  -  Срібло (1):  1991
- Олімпійскі ігри: 
  -  Золото (1): 2000
  -  Бронза (1): 1996
- Чемпіонат Європи : 
  -  Чемпіон (2):1987, 1993
  -  Срібло (4): 1989, 1991, 2005, 2013